# Зичишти, Ламби
Ламби Зичишти (алб. Llambi Ziçishti; 13 декабря 1923, Зичишт — 10 сентября 1983, Линзе) — албанский медик-хирург и политический деятель, министр здравоохранения НРА/НСРА в 1971—1982. Руководил медицинским обслуживанием руководства АПТ. Был видной фигурой декабрьских событий 1981 после гибели Мехмета Шеху. Обвинён в «заговоре Шеху» и попытке отравления Энвера Ходжи, приговорён к смертной казни и расстрелян.

## Партизан-коммунист
Родился в семье православных албанцев греческого происхождения. Носил фамилию Петропулос, затем Петра. После переселения в Корчу окончил среднюю школу и франкоязычный лицей. Преподавателем лицея был в то время Энвер Ходжа.
Во время Второй мировой войны Ламби Зичишти участвовал в антифашистском движении и партизанском формировании НОАА. Был одним из организаторов сопротивления итальянским и немецким оккупантам в округах Девол и Корча. В 1944 Зичишти вступил в Коммунистическую партию Албании (КПА; с 1948 — Албанская партия труда, АПТ), во главе которой стоял Ходжа. Вместе с братом Михалаком, тоже партизаном НОАА, сменил фамилию на Зичишти — по названию родной деревни.

## Врач и министр
После прихода КПА к власти Ламби Зичишти отправился изучать медицину в Париже, затем учился в Бухаресте. Вернулся в Албанию дипломированным медиком по хирургической специальности.
Длительное время Ламби Зичишти работал тиранской больнице под руководством основателя албанской научной хирургии Фредерика Широки. Возглавлял отделение общей хирургии. С 1961 Ламби Зичишти — декан медицинского факультета Тиранского университета. Считался одним из самых квалифицированных медиков Албании.
Политически Ламби Зичишти был активистом АПТ, полностью поддерживал ходжаистский режим и лично Энвера Ходжу. Его старший брат Михалак Зичишти служил в коммунистической госбезопасности, в 1954—1962 был директором Сигурими.
В 1971 Ламби Зичишти был назначен министром здравоохранения НРА в правительстве Мехмета Шеху. С 1974 являлся также депутатом Народного собрания.
Албанское здравоохранение интенсивно развивалось, особенно по сравнению с довоенным периодом. Мехмет Шеху отмечал это как «достижение социализма». Министр Зичишти был близок к премьеру Шеху, выполнял при нём функции семейного врача. Благоволил Зичишти и первый секретарь ЦК Ходжа. Ламби Зичишти принадлежал к наиболее привилегированным представителям правящей элиты. При этом он пользовался реальной популярностью в стране, поскольку с его именем связывались серьёзные социальные достижения.
С другой стороны, положение Зичишти было по-своему сложным. Он нёс ответственность за лечение членов высшего руководства, в том числе проводимое за границей. Недовольство им высказывал могущественный секретарь ЦК Хюсни Капо во время лечения в Париже.

## Опасная фраза
18 декабря 1981 было официально объявлено о самоубийстве премьер-министра НСРА Мехмета Шеху «в состоянии глубокого душевного волнения». При этом люди, информированные о ситуации в партийно-государственном руководстве, знали о серьёзном конфликте между Шеху и Ходжей — из-за экономических трудностей премьер склонялся к отказу от самоизоляции страны, на которой настаивал первый секретарь (кроме того, сын Шеху был помолвлен с девушкой из «политически неблагонадёжной» семьи). 17 декабря 1981, в день своей гибели, Шеху подвергся жесточайшей критике на заседании Политбюро. Такая ситуация походила на преддверие ареста.
Смерть члена Политбюро и главы правительства требовала особой процедуры медицинского освидетельствования. Группу врачей возглавлял министр здравоохранения Зичишти. По ряду свидетельств, осмотрев мёртвого Шеху, Зичишти заявил: «Это убийство, нет никаких сомнений». Впоследствии Ламби Зичишти не повторял этого, не ставил под сомнение официальную версию гибели Шеху, не выступал в его защиту. Однако фраза о несомненном убийстве была зафиксирована партийным руководством и Сигурими.

## Суд и расстрел
В 1982 начались аресты родственников и сподвижников Мехмета Шеху, посмертно обвинённого в заговоре и измене. Были арестованы такие крупные функционеры партийно-государственного и карательного аппарата, как Кадри Хазбиу, Фечор Шеху, Фикирете Шеху, Нести Насе, Ламби Печини. 30 июня 1982 Ламби Зичишти был отстранён от должности министра здравоохранения и через несколько недель арестован Сигурими. Вместе с братом госбезопасность арестовала и Михалака Зичишти.
Был организован показательный процесс над «приспешниками Мехмета Шеху» (политический смысл акции заключался в подтверждении единовластия Энвера Ходжи, демонстрации готовности к репрессиям и продвижении группы функционеров следующей генерации, конкурировавших с Шеху и его сподвижниками). Главным обвиняемым являлся Кадри Хазбиу.
Братья Зичишти дали все затребованные следствием показания (причём старший неоднократно называл младшего). Ламби Зичишти признал себя участником «контрреволюционного заговора, возглавляемого Шеху и Хазбиу». Он признал также обвинение в попытке отравить Энвера Ходжу в 1973, для чего по длинной цепочке агентов (включая Фикирете Шеху) в Париже был получен яд из Китая. Однако он категорически опровергал, будто называл смерть Мехмета Шеху убийством.
Закрытый суд под председательством Аранита Чели приговорил Ламби Зичишти к смертной казни. 10 сентября 1983 он был расстрелян в деревне вместе с Кадри Хазбиу, Фечором Шеху и Ламби Печини. Михалак Зичишти был приговорён к 25 годам.

## Семья и память
Ламби Зичишти был женат, его сын Жани Зичишти — известный албанский актёр. Казнь одного из братьев Зичишти и тюремное заключение другого сопровождались преследованиями родственников. Михалак Зичишти был освобождён после падения коммунистического режима в 1991, другие члены семьи вернулись из ссылки и интернирования.
В современной Албании Ламби Зичишти воспринимается не столько как коммунистический политик, сколько как выдающийся врач и эффективный администратор здравоохранения. Его судьба у многих вызывает сочувствие. В 2012 мэр Тираны Люльзим Баша инициировал постройку в албанской столице улицы, названной именем Ламби Зичишти. Интересно, что Баша представляет антикоммунистическую Демпартию, а улицу имени коммунистического министра он называл очередным признаком «европейского развития Тираны».